# Суперліга (Узбекистан)

Колишній логотип, до 2017

Суперліга Узбекистану (узб. O'zbekiston Superligasi / Ўзбекистон Суперлигаси) — змагання з футболу між клубами Узбекистану, в ході якого визначається чемпіон країни й представники в міжнародних клубних змаганнях. Перший розіграш чемпіонату Узбекистану стартував 1992 року.
На даний час Суперліга (до 2017 — Вища ліга) чемпіонату Узбекистану є одним з найсильніших національних чемпіонатів АФК (Азії), поряд з чемпіонатами Японії, Південної Кореї, Китаю, Австралії, Ірану, Саудівської Аравії, ОАЕ і Катару.

## Історія
З 1926 по 1991 рр розігрувався Чемпіонат Узбецької РСР з футболу між клубними командами. В системі ліг радянського футболу мав статус змагання колективів фізичної культури (КФК). 
Футбольний чемпіонат незалежного Узбекистану проводиться щорічно з 1992 року.

## Формат
Другою за значимістю лігою є Перша ліга, а після неї — Друга ліга. Управляється і контролюється Професійною футбольною лігою Узбекистану — однією з двох (поряд з Федерацією футболу Узбекистану) футбольних організацій Узбекистану.
Чемпіонат проводиться з початку весни (з березня місяця) до кінця осені (до листопада) в два кола (з середини червня до середини липня в чемпіонаті перерва). В сезоні 2021 року у Суперлізі брали участь 14 команд (26 турів), які зіграли між собою по два матчі вдома і в гостях.

## Переможці

### Чемпіонат міст Узбецької РСР
| - 1926 : команда міста Ташкент - 1927 : команда міста Ташкент - 1928 : команда міста Фергана - 1929 : команда міста Ташкент - 1930 : команда міста Ташкент | - 1931-32 : не проводився - 1933 : команда міста Ташкент - 1934 : команда міста Ташкент - 1935 : команда міста Ташкент - 1936 : команда міста Ташкент |

### Чемпіонат Узбецької РСР
| - 1937 : Спартак (Ташкент) - 1938 : Спартак (Ташкент) - 1939 : Динамо (Ташкент) - 1940-47 : не проводився - 1948 : Полярна зірка (Ташкентська область) - 1949 : Динамо (Ташкент) - 1950 : Спартак (Ташкент) - 1951 : Спартак (Ташкент) - 1952 : Динамо (Ташкент) - 1953 : ФШМ (Ташкент) - 1954 : Динамо (Ташкент) - 1955 : ОДО (Ташкент) - 1956 : ОДО (Ташкент) - 1957 : Машбуд (Ташкент) - 1958 : Хімік (Чирчик) - 1959 : Мехнат (Ташкент) - 1960 : Сокол (Ташкент) - 1961 : Сокол (Ташкент) - 1962 : Сокол (Ташкент) - 1963 : Сокол (Ташкент) - 1964 : Сокол (Ташкент) - 1965 : Сокол (Ташкент) - 1966 : Зірка (Ташкент) - 1967 : Трактор (Ташкент) | - 1968 : Чуст - 1969 : Ташкабель (Ташкент) - 1970 : СКА (Ташкент) - 1971 : Янгіарик - 1972 : Согдіана - 1973 : Будівельник (Самарканд) - 1974 : Пахтакор (Гулистан) - 1975 : Зарафшан - 1976 : Трактор (Ташкент) - 1977 : Хіва - 1978 : Наримановець - 1979 : Хісар - 1980 : не проводився - 1981 : Екіпресс - 1982 : Бешкент - 1983 : Цілинник (Турткуль) - 1984 : Хорезм (Ханки) - 1985 : Шахтар (Ангрен) - 1986 : Трактор (Ташкент) - 1987 : Автомобіліст (Фергана) - 1988 : Сільмашивець (Чирчик) - 1989 : Нурафшон - 1990 : Нарин - 1991 : Політвідділ |

### Всі переможці та призери незалежного чемпіонату
| Сезон | Кількість учасників | Чемпіон             | 2-ге місце          | 3-тє місце          |
| 1992  | 16                  | Пахтакор (Ташкент)  |                     | Согдіана (Джизак)   |
| 1992  | 16                  | Нефтчі (Фергана)    |                     | Согдіана (Джизак)   |
| 1993  | 16                  | Нефтчі (Фергана)    | Пахтакор (Ташкент)  | Навбахор (Наманган) |
| 1994  | 16                  | Нефтчі (Фергана)    | Нурафшон (Бухара)   | Навбахор (Наманган) |
| 1995  | 16                  | Нефтчі (Фергана)    | МХСК (Ташкент)      | Навбахор (Наманган) |
| 1996  | 16                  | Навбахор (Наманган) | Нефтчі (Фергана)    | МХСК (Ташкент)      |
| 1997  | 18                  | МХСК (Ташкент)      | Нефтчі (Фергана)    | Навбахор (Наманган) |
| 1998  | 16                  | Пахтакор (Ташкент)  | Нефтчі (Фергана)    | Навбахор (Наманган) |
| 1999  | 16                  | Дустлик (Янгибазар) | Нефтчі (Фергана)    | Навбахор (Наманган) |
| 2000  | 20                  | Дустлик (Янгибазар) | Нефтчі (Фергана)    | Насаф (Карші)       |
| 2001  | 18                  | Нефтчі (Фергана)    | Пахтакор (Ташкент)  | Насаф (Карші)       |
| 2002  | 16                  | Пахтакор (Ташкент)  | Нефтчі (Фергана)    | Кизилкум (Зарафшан) |
| 2003  | 16                  | Пахтакор (Ташкент)  | Нефтчі (Фергана)    | Навбахор (Наманган) |
| 2004  | 14                  | Пахтакор (Ташкент)  | Нефтчі (Фергана)    | Навбахор (Наманган) |
| 2005  | 14                  | Пахтакор (Ташкент)  | Машал (Мубарек)     | Насаф (Карші)       |
| 2006  | 16                  | Пахтакор (Ташкент)  | Нефтчі (Фергана)    | Насаф (Карші)       |
| 2007  | 16                  | Пахтакор (Ташкент)  | Буньодкор (Ташкент) | Машал (Мубарек)     |
| 2008  | 16                  | Буньодкор (Ташкент) | Пахтакор (Ташкент)  | Нефтчі (Фергана)    |
| 2009  | 16                  | Буньодкор (Ташкент) | Пахтакор (Ташкент)  | Насаф (Карші)       |
| 2010  | 14                  | Буньодкор (Ташкент) | Пахтакор (Ташкент)  | Насаф (Карші)       |
| 2011  | 14                  | Буньодкор (Ташкент) | Насаф (Карші)       | Пахтакор (Ташкент)  |
| 2012  | 14                  | Пахтакор (Ташкент)  | Буньодкор (Ташкент) | Локомотив (Ташкент) |
| 2013  | 14                  | Буньодкор (Ташкент) | Локомотив (Ташкент) | Насаф (Карші)       |
| 2014  | 14                  | Пахтакор (Ташкент)  | Локомотив (Ташкент) | Насаф (Карші)       |
| 2015  | 16                  | Пахтакор (Ташкент)  | Локомотив (Ташкент) | Насаф (Карші)       |
| 2016  | 16                  | Локомотив (Ташкент) | Буньодкор (Ташкент) | Насаф (Карші)       |
| 2017  | 16                  | Локомотив (Ташкент) | Насаф (Карші)       | Пахтакор (Ташкент)  |
| 2018  | 12                  | Локомотив (Ташкент) | Пахтакор (Ташкент)  | Навбахор (Наманган) |
| 2019  | 14                  | Пахтакор (Ташкент)  | Локомотив (Ташкент) | Буньодкор (Ташкент) |
| 2020  | 14                  | Пахтакор (Ташкент)  | Насаф (Карші)       | АГМК (Алмалик)      |
| 2021  | 14                  | Пахтакор (Ташкент)  | Согдіана (Джизак)   | АГМК (Алмалик)      |
| 2022  | 14                  | Пахтакор (Ташкент)  | Навбахор (Наманган) | Насаф (Карші)       |
| 2023  | 14                  | Пахтакор (Ташкент)  | Насаф (Карші)       | Навбахор (Наманган) |
| 2024  | 14                  | Насаф (Карші)       | АГМК                | Навбахор (Наманган) |
| 2025  | 16                  |                     |                     |                     |

## Призери
| Клуби               | Чемпіон   | Чемпіон                                                                                        | Срібло    | Срібло                                               | Бронза    | Бронза                                                           |
| Клуби               | Кількість | Рік                                                                                            | Кількість | Рік                                                  | Кількість | Рік                                                              |
| Пахтакор (Ташкент)  | 16        | 1992, 1998, 2002, 2003, 2004, 2005, 2006, 2007, 2012, 2014, 2015, 2019, 2020, 2021, 2022, 2023 | 6         | 1993, 2001, 2008, 2009, 2010, 2018                   | 2         | 2011, 2017                                                       |
| Нефтчі (Фергана)    | 5         | 1992, 1993, 1994, 1995, 2001                                                                   | 9         | 1996, 1997, 1998, 1999, 2000, 2002, 2003, 2004, 2006 | 1         | 2008                                                             |
| Буньодкор (Ташкент) | 5         | 2008, 2009, 2010, 2011, 2013                                                                   | 3         | 2007, 2012, 2016                                     | 1         | 2019                                                             |
| Локомотив (Ташкент) | 3         | 2016, 2017, 2018                                                                               | 4         | 2013, 2014, 2015, 2019                               | 1         | 2012                                                             |
| Дустлик (Янгибазар) | 2         | 1999, 2000                                                                                     |           |                                                      |           |                                                                  |
| МХСК (Ташкент)      | 1         | 1997                                                                                           | 1         | 1995                                                 | 1         | 1996                                                             |
| Насаф (Карші)       | 1         | 2024                                                                                           | 4         | 2011, 2017, 2020, 2023                               | 11        | 2000, 2001, 2005, 2006, 2009, 2010, 2013, 2014, 2015, 2016, 2022 |
| Навбахор (Наманган) | 1         | 1996                                                                                           | 1         | 2022                                                 | 11        | 1993, 1994, 1995, 1997, 1998, 1999, 2003, 2004, 2018, 2023, 2024 |
| АГМК (Алмалик)      |           |                                                                                                | 1         | 2024                                                 | 2         | 2020, 2021                                                       |
| Машал (Мубарек)     |           |                                                                                                | 1         | 2005                                                 | 1         | 2007                                                             |
| Согдіана (Джизак)   |           |                                                                                                | 1         | 2021                                                 | 1         | 1992                                                             |
| Нурафшон (Бухара)   |           |                                                                                                | 1         | 1994                                                 |           |                                                                  |
| Кизилкум (Зарафшан) |           |                                                                                                |           |                                                      | 1         | 2002                                                             |

## Бомбардири
| Сезон | Гравець                | Команда             | Голів |
| 1992  | Валерій Кечинов        | Пахтакор (Ташкент)  | 24    |
| 1993  | Рустам Дурманов        | Нефтчі (Фергана)    | 24    |
| 1994  | Равшан Бозоров         | Нефтчі (Фергана)    | 26    |
| 1995  | Олег Шацьких           | Навбахор (Наманган) | 26    |
| 1996  | Жафар Ірісметов        | Дустлик (Янгибазар) | 23    |
| 1996  | Олег Шацьких           | Навбахор (Наманган) | 23    |
| 1997  | Жафар Ірісметов        | Дустлик (Янгибазар) | 34    |
| 1998  | Ігор Шквирін           | Пахтакор (Ташкент)  | 22    |
| 1998  | Мирджалол Касимов      | Пахтакор (Ташкент)  | 22    |
| 1999  | Умід Ісаков            | Нефтчі (Фергана)    | 24    |
| 1999  | Бахтіяр Хаміддулаєв    | ФК «Андижан»        | 24    |
| 2000  | Жафар Ірісметов        | Дустлик (Янгибазар) | 45    |
| 2001  | Умід Ісаков            | Нефтчі (Фергана)    | 28    |
| 2002  | Бахтіяр Хамідуллаєв    | ФК «Андижан»        | 22    |
| 2003  | Марсель Ідіатуллин     | Кизилкум (Зарафшан) | 26    |
| 2003  | Шухрат Милхордишоєв    | Навбахор (Наманган) | 26    |
| 2004  | Шухрат Милхордишоєв    | Навбахор (Наманган) | 31    |
| 2005  | Анвар Солієв           | Пахтакор (Ташкент)  | 29    |
| 2006  | Павло Соломін          | Трактор (Ташкент)   | 21    |
| 2007  | Ільхом Мумінджонов     | Курувчі (Ташкент)   | 21    |
| 2008  | Сервер Джепаров        | Буньодкор (Ташкент) | 19    |
| 2009  | Рівалду                | Буньодкор (Ташкент) | 19    |
| 2010  | Алішер Холіков         | Нефтчі (Фергана)    | 13    |
| 2010  | Носар Отикузиєв        | ФК «Алмалик»        | 13    |
| 2011  | Мілош Трифунович       | Буньодкор (Ташкент) | 17    |
| 2012  | Анвар Бердиєв          | Нефтчі (Фергана)    | 19    |
| 2013  | Олександр Пищур        | Буньодкор (Ташкент) | 19    |
| 2014  | Артур Геворкян         | Насаф (Карші)       | 18    |
| 2015  | Ігор Сергєєв           | Пахтакор (Ташкент)  | 24    |
| 2016  | Темурходжа Абдухоліков | Локомотив (Ташкент) | 22    |
| 2017  | Марат Бікмаєв          | Локомотив (Ташкент) | 27    |
| 2018  | Тиагу Безерра          | Пахтакор (Ташкент)  | 17    |
| 2019  | Драган Черан           | Пахтакор (Ташкент)  | 23    |
| 2020  | Драган Черан           | Пахтакор (Ташкент)  | 20    |
| 2021  | Драган Черан           | Пахтакор (Ташкент)  | 16    |
| 2022  | Драган Черан           | Пахтакор (Ташкент)  | 20    |
| 2023  | Драган Черан           | Пахтакор (Ташкент)  | 13    |
| 2024  | Драган Черан           | Пахтакор (Ташкент)  | 13    |